# Cheiridopsis namaquensis
Cheiridopsis namaquensis là một loài thực vật có hoa trong họ Phiên hạnh. Loài này được (Sond.) H.E.K.Hartmann mô tả khoa học đầu tiên năm 2002 publ. 2001.